# Hermann Nottberg
Hermann Nottberg (* 18. Juli 1911 in Hesepertwist, Landkreis Meppen; † 30. Oktober 2006) war ein niedersächsischer Landwirt und Politiker (CDU), Mitglied des Niedersächsischen Landtages, sowie Bürgermeister der Gemeinde Twist.

## Leben
Hermann Nottberg wurde am 18. Juli 1911 in Hesepertwist als Sohn des Landwirtes Hermann Lambert Nottberg und dessen Ehefrau Maria Carolina, geb. Levelink, geboren. Sein Vater fiel 1915 als Soldat im Ersten Weltkrieg. Nottberg besuchte zunächst die Volksschule in Hesepertwist und setzte seine schulische Ausbildung von 1927 bis 1928 an der Landwirtschaftsschule in Meppen fort. Danach besuchte er die Landvolkhochschule und übernahm den elterlichen Hof als selbständiger Landwirt. Er nahm am Zweiten Weltkrieg von 1939 bis 1945 teil.
Im Jahr 1947 trat Nottberg der CDU als Mitglied bei. Er war von 1946 bis 1977 Mitglied des Kreistages des Landkreises Meppen, dessen stellvertretender Landrat er von 1950 bis 1968 war. Nach der Kreisreform war er von 1977 bis 1981 Mitglied des Kreistages des neu gegründeten Landkreises Emsland. Er war von 1948 bis 1964 ehrenamtlicher Bürgermeister der Gemeinde Hesepertwist und nach dem freiwilligen Zusammenschluss der Gemeinden Hesepertwist und Rühlertwist zur Gemeinde Twist von 1964 bis 1976 deren erste ehrenamtliche Bürgermeister. Ab 1953 war er Vorstandsmitglied des Niedersächsischen Gemeindetages. Er war Mitglied des Niedersächsischen Landtages in der sechsten und siebten Wahlperiode vom 6. Juni 1967 bis zum 20. Juni 1974. Er war Vorsitzender des Aufsichtsrates des 1970 in Meppen in Betrieb genommenen Schlacht- und Fleischverarbeitungsbetriebes der Hochwald Nahrungsmittel-Werke.
Nottberg war katholischer Konfession. Mit seiner Ehefrau Edeltraud, geb. Ganseforth (1921–2013), hatte er sechs Kinder. Hermann Nottberg starb am 30. Oktober 2006 im Alter von 95 Jahren und wurde auf dem Friedhof Twist-Bült beigesetzt.

## Ehrungen
- 1972: Verdienstkreuz 1. Klasse des Verdienstordens der Bundesrepublik Deutschland
- 1981: Erster Ehrenbürger der Gemeinde Twist
- Nach Nottberg wurde 2008 die Bürgermeister-Nottberg-Straße im Twister Ortsteil Bült benannt.